# Имашев, Рашит Фатыхович
Рашит Фатыхович Имашев (баш. Рәшит Фәтих улы Имашев; 30 марта 1939, Азнаево, Миякинский район, Башкирская АССР, РСФСР, СССР — 11 марта 2007, Казань, Республика Татарстан, Российская Федерация) — советский, российский башкирский и татарский художник, живописец, график, иллюстратор. Народный художник Республики Татарстан (2003), заслуженный деятель искусств Татарской АССР (1986), Республики Башкортостан (1995).

## Биография
Рашит Фатыхович Имашев родился 30 марта 1939 года в селе Азнаево Миякинского района Башкирской АССР (ныне — Бижбулякского района Республики Башкортостан). По национальности — башкир. Из учительской семьи Сагиды и Фатиха Имашевых. В семье было двое детей. Брат — Фаниль. Дядя — Булат Губайдуллович (1908—1946), заслуженный артист РСФСР. Отец в звании майора участвовал в Великой Отечественной войне и погиб в 1945 году в боях за Берлин.
После гибели отца Рашит вместе с братом стали трудиться пастухами, но вскоре другой дядя, Адгам Карамович, увёз их из деревни в Уфу, отдав в школу-интернат № 1. В 1958 году поступил в Казанское художественное училище, которое окончил в 1963 году. В том же году поступил в Московский художественный институт имени В. И. Сурикова, где учился с перерывом на время службы в Советской армии (1964—1965). Специализировался на станковой живописи под руководством Б. В. Иогансона и В. Н. Гаврилова. В дальнейшем испытал сильное влияние башкирского художника А. Ф. Лутфуллина. В 1970 году окончил институт, защитив дипломную работу под названием «Вестник» — на тему гражданской войны в Башкирии. Картина изображает пастухов в степи и всадника, принёсшего им волнующую и одновременно радостную весть, в условиях тревожных военных лет.
В 1970 году вернулся в Уфу, а в 1971 году переехал в Казань. С 1972 года с перерывами преподавал в Казанском художественном училище. Член Союза художников СССР с 1974 года. Член КПСС с 1975 года. Удостоен почётных званий «Заслуженный деятель искусств Татарской АССР» (1986), «Заслуженный деятель искусств Республики Башкортостан» (1995), «Народный художник Республики Татарстан» (2003).
В 1975—1980 годах был членом правления Союза художников ТАССР, руководил идейно-воспитательской работой с молодыми, самодеятельными художниками, народными мастерами, был ответственен за шефскую работу на селе. В своей работе отличался энтузиазмом и темпераментом, чёткими идейными убеждениями и живой заинтересованностью, добившись значительного оживления художественной жизни в республике, что выразилось в регулярном проведении с начала 1970-х годов молодёжных выставок. В 1989 году основал башкирское национально-культурное общество «Башкорт йорто» в Казани, занимавшееся сохранением и развитием башкирской культуры, и был его председателем в 1992—1998 годах.
Рашит Фатыхович Имашев скончался 11 марта 2007 года в Казани. Похоронен на кладбище посёлка Сухая река. После кончины Имашева казанское общество башкир фактически прекратило свою работу.

## Очерк творчества
С детства начал пробовать себя в искусстве, рисовал мелом и углём на скалах, рядом с родным селом. Являлся художником широкого творческого диапазона, работал в области портретной живописи, исторической и бытовой картины, станковой, книжной и газетно-журнальной графики, рисунка и шаржистики, монументально-декоративного и оформительского искусства. С 1959 года сотрудничал с редакциями газет «Социалистик Татарстан», «Советская Татария», «Татарстан яшьләре», журналов «Азат хатын», «Чаян» (Казань), «Һәнәк» (Уфа), «Крокодил» (Москва). Рисунки, выполненные тушью и акварель, в основном посвящены бытовой сатире; жанровые сценки, по отзывам критики, переданы достоверно, убедительно и остроумно. В 1960—1970 годах оформлял книги для московского издательства «Детская литература», а также для Татарского книжного издательства. В числе работ критиками выделяются оформление книг «Поэт из деревни Кырлай» (1965) И. Нуруллина, «Куда несут крылья?» (1967) и «За горой Артыш-Тау» (1974) Г. Ахуна, «Остров героев» (1967) К. Киньябулатовой, «Сколько тебе лет?» (1972) М. Рафикова, «Повесть о маленьком Мусе» (1974) Р. Мустафина, «Внучка партизана» (1975) и «Цветы тянутся к солнцу» (1980) Л. Иксановой, ряда других. По отзывам критики, обладал умением глубоко постигать литературные образы и находить для их выражения наиболее подходящие изобразительные средства.
Является автором ряда монументально-декоративных композиций для фасадов и интерьеров общественных и жилых зданий в городах и посёлках Башкортостана и Татарстана. В их числе критиками выделяются сграффито «Сабантуй» и «Танец» (1967), а также мозаика «Спорт» из уральских камней (1972) на стенах жилых домов в городе Салават, панно «Джалиль» (1971) в интерьере кинотеатра «Джалиль» в городе Нижнекамск, композиция с резьбой по гипсу «Белая берёза» (1975) в ресторане «Ак каен» посёлка Высокая гора, роспись «Татарстан» (1979) в интерьере общественного здания города Альметьевск, фреска «Спорт» (1980) в школе посёлка Пестрецы. В числе историко-бытовых произведений отмечены полотна «Народная скорбь» (1967), «Красный вестник» (1970), «На земле Челнинской» (1971), «В нефтяном крае» (1972), «На границе» (1975), «На сходку» (1978), «Осень на БАМе» (1979), «На целине» (1980—1981), «На Волге. В. И. Ульянов с матерью» (1982). Нередко грань между бытовой картиной и портретом в работах Имашева кажется практически стёртой, например, в таких картинах как «Учительница» (1963), «Студентка» (1971), «Утро» (1972), «Пограничники» (1973), «Письмо» (1973).
Наиболее сильно художественный талант Имашева выразился в портретном жанре. Портреты его работы отличаются лирической проникновенностью, психологической точностью и выразительностью рисунка, тяготением к обобщённости образов. Композиции портретиста Имашева довольно лаконичны, детали обстановки и предметы быта сведены до минимума, являясь теми немногочисленными тщательно отобранными деталями, которые чётко раскрывают духовный мир и личность героев. Фигура портретируемого обычно выделена крупным планом и очерчена чётким силуэтом, и будучи помещённой в скупой колорит, характеризуется монументальностью и торжественностью. Значительная живописная галерея, созданная Имашевым, включает в себя портреты современников, представителей молодой интеллигенции, деятелей политики, культуры и искусства, строителей КамАЗа и Байкало-Амурской магистрали, рабочих, нефтяников и колхозников, своих земляков и односельчан, юных призывников и заслуженных ветеранов войны. Критикой выделяются портреты Ф. Ахметова, М. Карима (1970), Р. Гамзатова, К. Кулиева (1971), Героев Социалистического Труда А. Наволоцкого (1974—1975), Р. Булгакова и А. Сафиуллина (1980), Г. Ибрагимова (1975), Х. Туфана (1976), Л. Корвалана (1977), С. Хакима (1979), М. Гафури, Н. Жиганова, М. Джалиля, Л. Толстого, М. Горького, А. Пушкина (1980), Р. Кутуя (1991), Р. Нуриева (1995), З. Нури (1995), А. Аббасова (2000), М. Салимжанова (2001), ряда других. Своим портретом Г. Тукая под названием «Осенние ветры» (1976) вместе с другими татарскими художниками открыл новый этап в изображении образа поэта, отображении философичности его стихотворений. Также является автором триптиха, посвящённого поэту Мифтахетдину Акмулле («Детство», «Джигит», «Последняя молитва»), за который в 2006 году удостоен премии его имени.
Выставлялся с 1961 года, став участников многочисленных всесоюзных, всероссийских, зональных и республиканских выставок. Персональные выставки проходили в Уфе (1972), Зеленодольске (1979, 1990), Казани (1986, 1999, 2004), Москве (1991). Произведения находятся в собраниях картинной галереи «Эрмитаж» (Киргиз-Мияки), Государственной Третьяковской галереи (Москва), Государственного Русского музея (Санкт-Петербург), Национального музея и Государственного музея изобразительных искусств Республики Татарстан (Казань), в частных собраниях в России и за рубежом, в частности, в США, Франции, Австралии, Индии. За свою творческую жизнь создал более тысячи художественных произведений, составляющих важную часть башкирского и татарского изобразительного искусства.

## Награды
Звания
- Почётное звание «Народный художник Республики Татарстан» (2003)[1][2]
- Почётное звание «Заслуженный деятель искусств Татарской АССР» (1986)[12][2].
- Почётное звание «Заслуженный деятель искусств Республики Башкортостан» (1995)[12][2].

Премии
- Премия имени Мифтахетдина Акмуллы[баш.] (Миякинский район, 2006 год) — за создание триптиха, посвящённого Мифтахетдину Акмулле[2][24].
- Премия имени Фатыха Карима (Бижбулякский район, 1999 год)[26][2].